# Lisdorf
Lisdorf (im örtlichen, moselfränkischen Dialekt Léischtroff) ist seit dem Jahr 1936 ein Stadtteil der Kreisstadt Saarlouis im Saarland.

## Lage

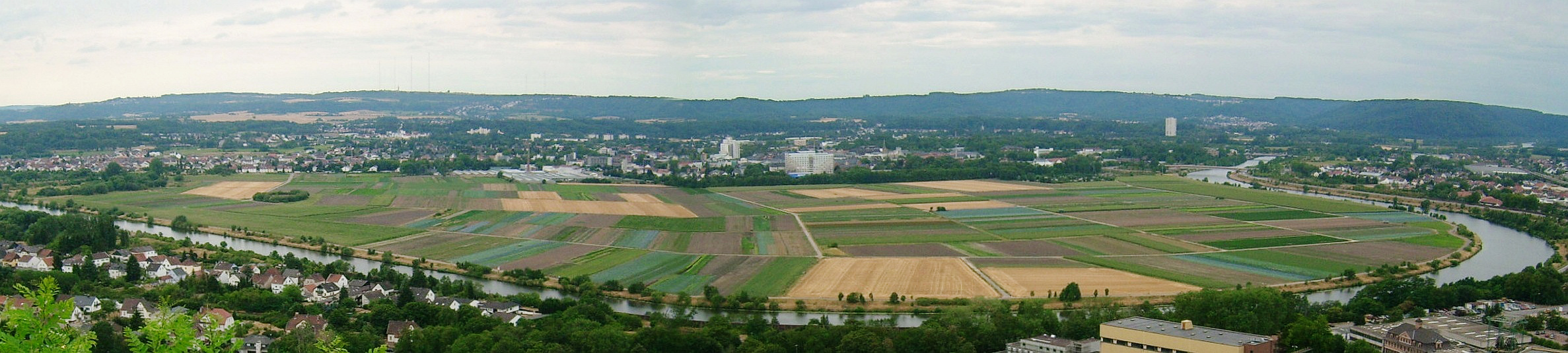
Blick auf die Gemüsefelder von der Bergehalde Ensdorf

Lisdorf liegt im Landkreis Saarlouis, rund 17 km nordwestlich von Saarbrücken.

## Geschichte

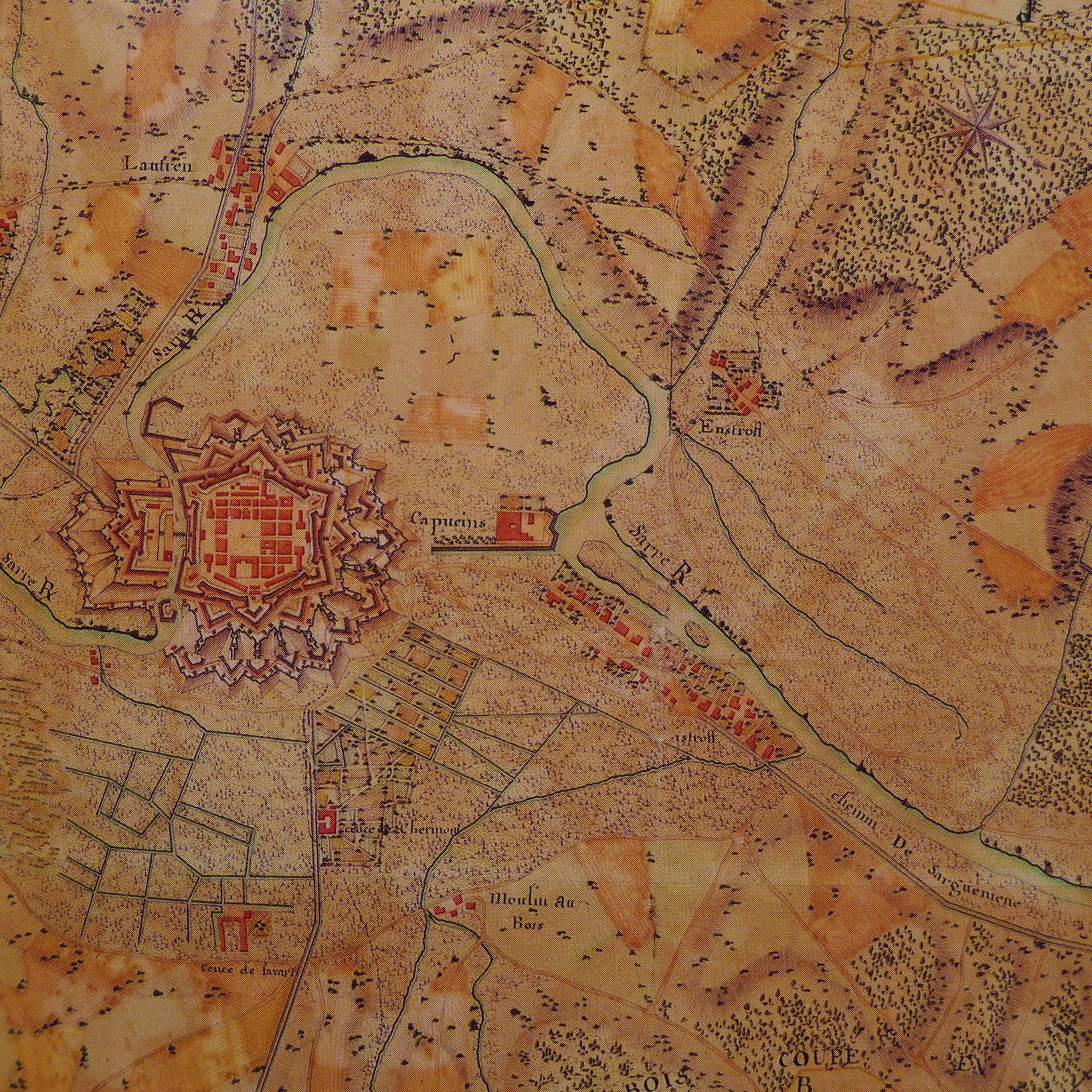
Lisdorf auf der „Carte des environs de Sarrelouis“ aus dem Jahr 1765 (Städtisches Museum und Stadtarchiv Saarlouis); das von Wallerfangen nach Saarlouis verlegte Klostergebäude der Kapuziner mit seinem Gelände ist heute eine unbebaute Acker- und Baumfläche am Rande der Lisdorfer Aue (Kapuzineraue)

Urkundlich erwähnt wurde Lisdorf (Letstorphem) bereits in einer Urkunde König Karls III. von Frankreich (der 911–923 auch in Lotharingien herrschte) vom 20. Dezember 911.
Lisdorf gehörte zum Herzogtum Lothringen. Seit dem Frieden von Rijswijk gehörte es de facto und seit dem Vertrag von Paris (1718) de jure zu einer französischen Exklave um die Festungsstadt Saarlouis. Ab 1801 war es dem Kanton Saarlouis im Département Moselle zugeordnet. Im Zweiten Pariser Frieden kam es 1815 zur Preußischen Rheinprovinz, die wiederum 1871 im Deutschen Reich aufging.
Ein für die Wirtschaft damals bedeutenderer Fakt war 1925 die Eröffnung einer Kohlensäurefabrik von Carl Gustav Rommenhöller.
Am 1. April 1936 wurde Lisdorf in die Stadt Saarlautern, die seit 1945 wieder Saarlouis heißt, eingemeindet.

## Bauwerke
Bemerkenswertestes Bauwerk ist die 1764 nach Plänen eines Wadgassener Baumeisters erbaute katholische Pfarrkirche St. Crispinus und Crispinianus – 1929 erweitert und nach Einsturz des Chores 1960 wiederhergestellt – mit Altären, Kanzel und Beichtstühlen des 18. Jahrhunderts.

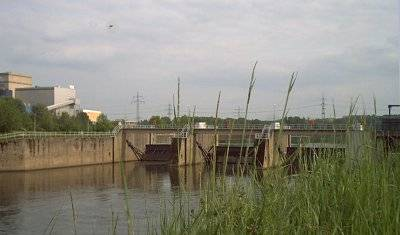
Staustufe Lisdorf

## Wirtschaft und Infrastruktur
Bei Lisdorf befindet sich eine Staustufe der 1999 vollendeten Bundeswasserstraße Saar (Teilstrecke Dillingen-Lisdorf 1994 eröffnet; Schleuse Lisdorf: 3,80 m Hubhöhe).
Bekannt ist Lisdorf für den Gemüseanbau in der Lisdorfer Aue (auch Kapuzineraue genannt), einem fruchtbaren Überschwemmungsgebiet der Saar. Ebenfalls weithin bekannt ist die Lisdorfer Niederlassung des schwedischen Möbelhauses IKEA.
Das Industriegebiet Lisdorfer Berg unweit der deutsch-französischen Grenze ist eine der größten Industrie-Ansiedlungsflächen im Südwesten Deutschlands. Zu den über 20 dort angesiedelten Unternehmen zählen u. a. der Küchenhersteller Nobilia und die Dr. Arnold Schäfer GmbH.

## Persönlichkeiten

### Söhne und Töchter des Ortes
- Jakob Ecker (1851–1912), römisch-katholischer Theologe
- Johann Schmitt-Ecker (1893–1980), Verbandsfunktionär und Präsident der Landwirtschaftskammer des Saarlandes
- Alois Spaniol (1904–1959), Nationalsozialist, Gauleiter des Saargebiets und Bürgermeister von Andernach
- Hans Welsch (1923–1995), Unternehmer, Gründer der DSD Dillinger Stahlbau GmbH